# Nogometno Društvo Gorica
El Nogometno Društvo Gorica és un club de futbol eslovè de la ciutat de Nova Gorica.

## Història
El club va ser fundat el 1947. Fins al 2003 fou anomenat HIT Gorica.

## Futbolistes destacats
- Aleksander Rodić
- Matej Mavrič
- Milan Osterc
- Miran Burgič
- Andrej Komac
- Miran Srebrnič
- Novica Nikčevič
- Abdulrazak Ekpoki

## Palmarès
- Lliga eslovena de futbol (4):
  - 1996, 2004, 2005, 2006
- Copa eslovena de futbol (2):
  - 2000/01, 2001/02